# Sauveur François Morand

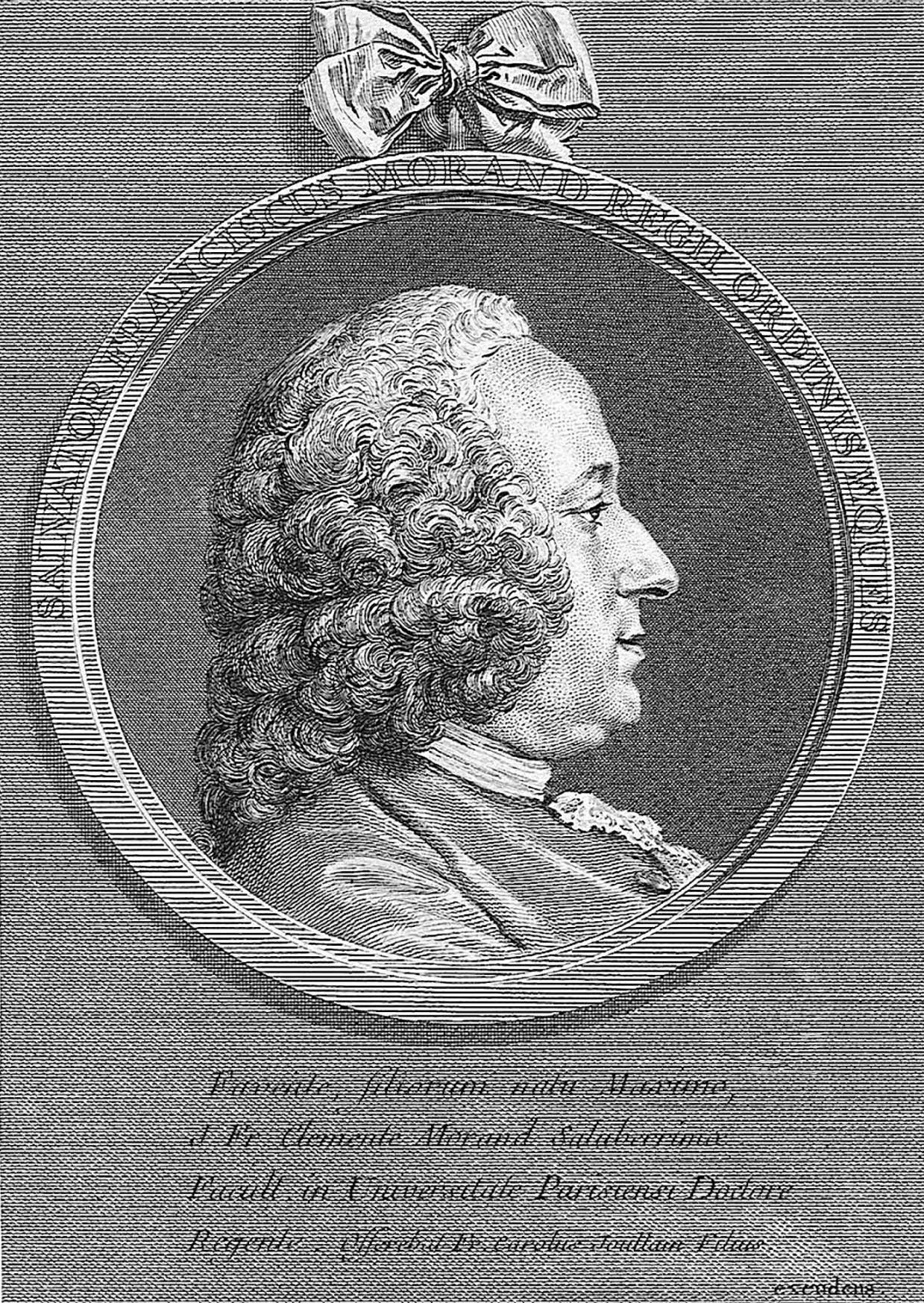
Sauveur François Morand

Sauveur François Morand (* 2. April 1697 in Paris; † 21. Juli 1773 ebenda) war ein französischer Chirurg und Enzyklopädist.

## Leben
Der Sohn des Oberwundarztes am Hôtel des Invalides in Paris, Jean Morand (1658–1726) aus Limousin, und Schwiegersohn des Georges Mareschal, erlernte die Chirurgie in Paris. Anfänglich vom Vater unterwiesen, hatte er bereits 1710, im Alter von dreizehn Jahren, am College Mazarin seine Ausbildung begonnen und dort am 14. August 1716 den akademischen Grad eines Magisters der Philosophie erworben. Zwischen den Jahren 1724 bis 1725 wurde er Demonstrator der Chirurgie am Jardin du roi, 1730 Wundarzt am Hôpital de la Charité und 1739 Oberstabs-Wundarzt der Gardes-Françaises. Morand war Mitbegründer der Académie Royale de Chirurgie (1731) und hat in seinem Streben, die Chirurgie zu vereinfachen, außerordentliche Verdienste in den medizinischen Wissenschaften erworben. Zudem war er Mitglied vieler Gelehrtenakademien in Europa.
Im Jahre 1759 präsentierte Morand an der Académie des Sciences die künstlichen, anatomischen Modelle aus Wachs, anatomie artificiell von Marie Marguerite Bihéron, welche er förderte.
Er führte die von William Cheselden angewandte Methode des Steinschnitts, den Apparatus altus oder auch le haut appareil nach vorheriger Auffüllung der Harnblase mit Wasser in Frankreich ein und lehrte den Einfluss der Trennung der innersten und mittleren Arterienwand beim Zustandekommen eines Thrombus; er empfahl den Agaricus als Stypticum bei Blutungen, machte Vorschläge zur Ausführung der Amputation des Oberschenkels und bekämpfte Johann Ulrich Bilguers (1720–1796) Behauptung, dass die Amputation entbehrlich sei. Morand beschrieb als Erster die kleidokraniale Dysplasie. Außer einer großen Menge, zum Teil vergleichend anatomischer Abhandlungen in den Memoria de l’Acadademica de chirurgie hatte er auch einige eigenständige Werke verfasst. Morand war mit der Marie Clemence Guerin verheiratet. Das Paar hatte einen Sohn den Jean François Clément Morand, der ebenfalls als Mediziner und Naturforscher Bedeutung erlangte.

## Werke (Auswahl)
- Traite de la taille au haut appareil avec une lettre de M. Winslow sur la même matiére. Paris 1728; archive.org.
- Refutation d’un passage du traité des Operations de Chirurgie. 1739; archive.org.
- Discours dans lequel on prouve qu‘il est necessaire au Chirurgien d’etre lettre. 1743.
- mit Bremond: Recueil d’experiences et d’observations sur la pierre. 2 Bände. 1743.
- Sur un enfant auquel il manquoit les deux clavicules, le sternum et les cartilages, qui dans l’état naturel l’attachent aux côtes. In: Histoire de l’Académie royale des sciences. (Paris) 1766, S. 47–48.
- Opuscules de Chirurgie. 1768, 1772, 2 voll.; deutsch von Platner, Leipzig 1776; archive.org.